# Batuque Futebol Clube
O Batuque Futebol Clube (crioulo de São Vicente: Batúke Futebol Klube) é um clube multiesportivo da ilha de São Vicente, em Cabo Verde. Entre os esportes praticados, estão o futebol, basquete e handebol.

## História
Fundado em 5 de maio de 1981, em Mindelo, São Vicente, República de Cabo Verde.
Quando em 1981, nos corredores do Liceu Ludgero Lima, um grupo de jovens sonhadores, liderados por João José Cardoso da Silva, mais conhecido por Jota, tiveram a ideia arrojada de criar uma Associação Desportiva, Recreativa e Cultural. Não se desenhava nos seus horizontes que aquilo que não mais representava, se não uma forma saudável de ocupação dos tempos livres, tendo como pano de fundo a paixão pelo futebol, seria hoje a instituição mais respeitada em Cabo Verde, Batuque Futebol Clube.
Com efeito, de alguns miúdos entusiasticamente correndo atrás de uma bola, para a aposta numa estrutura organizada, alicerçada nos critérios da seriedade, da dedicação e da ambição, virada para a formação plena do jovem desportista, o Batuque Futebol Clube, constitui, pelo patamar de desenvolvimento atingido, uma verdadeira escola de virtudes.
O clube comemora o seu 10.o aniversário em 1991.
A construção da Sede Social iniciada em 1990 foi a mola impulsionadora da nova era Batuque Futebol Clube, posteriormente fortalecida pela aposta no futebol Sênior federado, na época 1996/1997.
Nas várias modalidades, desde a idade dos nove até aos seniores, congregamos atualmente, 400 jovens praticando desporto. E conhecidos são os benefícios da prática desportiva, ao invés de alguns caminhos tortuosos que progressivamente vêm afetando, a vários níveis, a nossa camada juvenil.
É para nós, o motivo de grande orgulho, registar que militam atualmente em clubes estrangeiros, mais de 50 jovens atletas formados na escola do Batuque Futebol Clube, usufruindo do direito de terem uma profissão – outro elemento revelador do impacto social do nosso projeto. Cumpridos, pois vinte árduos, mas frutíferos anos, apraz-nos também constatar, a simpatia e o reconhecimento granjeados no seio dos amantes do desporto e da sociedade cabo-verdiana em geral.
Os protocolos assinados com clubes europeus de renome, de Portugal, da Suíça, da Holanda, da Espanha, da França e futuramente da Itália, espelham, do mesmo modo, o bom nome do nosso clube a nível internacional.
O Batuque FC tem firmado acordos similares com clubes europeus como Boa Vista, e Porto de Portugal, PSV da Holanda, Grasshopper da Suíça e Lens da França, e Tenerife das Ilhas Canárias da Espanha em breve, deve anunciar iniciativa idêntica com um dos três clubes grandes do futebol português.
Que os próximos anos culminem a despertar-nos o sentimento do dever cumprido e que as apostas de amanhã nos tragam ainda melhores frutos que as apostas de ontem.
Por último, não poderíamos deixar de agradecer todos aqueles que, quer a título individual, quer a nível institucional, nos têm apoiado nesta aventura. Continuaremos, seguramente, a precisar do seu apoio e tudo faremos, como tem sido nossa prática, para não defraudá-los.
Em 2006, Batuque FC comemora seu 25.o aniversário. Em 2011, Batuque FC comemora seu 30.o aniversário.

## Uniforme
As cores do uniforme principal são o preto e branco.

## Rivalidade
O Batuque tem como grande rival o Mindelense.

## Títulos de futebol
- Liga Insular de São Vicente: 4

2001–02, 2002–03, 2009–10, 2011–12
- Taça de São Vicente: 5

2000–01, 2005–06, 2009/10, 2013/14, 2017-18
- Super Taça de São Vicente: 4

2009–10, 2011/12, 2013/14, 2017-18
- Torneio de Abertura de São Vicente: 1

2016/17

## Futebol

### Palmarés
| Escalão | Nº Presenças | Títulos | Melhor Classificação |
| I       | 4            | 0       | Semifinais           |
| II      | 32-35        | 4       | 1a                   |

### Classificações

#### Nacionais
| Temporada | Div | Pos | Pts    | J | V | E | D | G.M. | G.S. | Diff. |
| 2002      | 1   | 2   | 19 pts | 8 | 6 | 1 | 1 | 18   | 5    | +13   |
| 2003      | 1B  | 3   | 10 pts | 5 | 3 | 1 | 1 | 7    | 4    | +3    |
| 2010      | 1A  | 1   | 9 pts  | 5 | 2 | 3 | 0 | 9    | 3    | +6    |
| 2012      | 1A  | 4   | 8 pts  | 5 | 2 | 2 | 1 | 6    | 3    | +3    |

#### Regionais
| Temporada | Div | Pos | Pts    | J  | V | E | D | G.M. | G.S. | Diff. |
| 2002-03   | 2   | 1   | -      | -  | - | - | - | -    | -    | -     |
| 2009-10   | 2   | 1   | -      | -  | - | - | - | -    | -    | -     |
| 2011-12   | 2   | 1   | -      | 14 | - | - | - | -    | -    | -     |
| 2013-14   | 2   | 3   | 29 pts | 14 | 9 | 2 | 3 | 22   | 6    | +16   |
| 2014-15   | 2   | 4   | 21 pts | 14 | 6 | 3 | 5 | 24   | 22   | +2    |
| 2015-16   | 2   | 5   | 20 pts | 14 | 5 | 5 | 4 | 12   | 8    | -4    |
| 2016-17   | 2   | 4   | 20 pts | 14 | 6 | 2 | 6 | 14   | 15   | -1    |
| 2017-18   | 2   | 3   | 26 pts | 14 | 8 | 2 | 4 | 21   | 13   | +8    |
| 2018-19   | 2   | 4   | 26 pts | 14 | 8 | 2 | 4 | 23   | 8    | +15   |

#### Taças de Associações
| Temporada | Div | Pos | Pts    | J | V | E | D | G.M. | G.S. | Diff. |
| 2010      | 2   | 2   | 14 pts | 7 | 4 | 2 | 1 | 9    | 4    | +5    |
| 2016–17   | 2   | 1   | 17 pts | 7 | 5 | 2 | 0 | 12   | 6    | +6    |
| 2017      | 2   | 3   | 13 pts | 7 | 4 | 1 | 2 | 14   | 7    | +7    |
| 2018      | 2   | 4   | 12 pts | 7 | 3 | 3 | 1 | 10   | 3    | +7    |
| 2019      | 2   | 2   | 17 pts | 7 | 5 | 2 | 0 | 14   | 5    | +9    |

## Estatísticas
- Melhor posição: Semi-finais (nacional)
- Melhor posição na taça de associação: 1a (regional)
- Apresentadas na competições das super taças regionais: 4
- Apresentadas em campeonatos:
  - Nacionais: 4
  - Regionais: 24
- Apresentadas em taças regionais: 18
- Apresentadas em taças das associações (torneios das aberturas): 18
- Pontos totais: 46 (nacional)
- Vitórias totais: 13 (nacional)
  - Vitórias totais na casa: 7
- Gols totais: 42 (nacional)
- Melhor gols totais na temporada, nacional: 18 (2002)
- Melhor vences totais na temporada nacional: 8 (2003)
- Melhor pontos totais na temporada: 19 (2002, recorde nacional com Sporting Clube da Praia)
- Jogo com maior diferença de gols no Campeonato Nacional: Botafogo 0-4 Batuque, 22 de maio de 2010
- Derrotas totais: 8 (nacional)

## Jogadores
- Edivândio
- Fock
- Anilton Foryou Cruz
- Ryan Mendes
- Mezenga
- Nando Neves
- Nivaldo
- Héldon Ramos
- Fredson Rodrigues, em 2010
- Humberto Rosário
- Joazimar Sequeira
- Vally
- Vózihna
- Sócrates Oliveira Fonseca

### Jogadores antigas
- Valter Borges, jogador em 2007-2008 e 2012-2014
- Gilson Silva/Gelson Silva, em temporada de 2004-05
- Rambé do Rosário, em 2008-09

### Jogadores do jovens antigas
- Dany, em temporada de 2007-08
- Ricardo Gomes, em 2009
- Kay, em temporada de 1998-99
- Nélson Marcos, em temporada de 1999-2000
- Pecks, em 2011-12
- Zé Luís, em 2008